# Epicus Doomicus Metallicus
Az Epicus Doomicus Metallicus album a svéd kultikus doom metal zenekar, a Candlemass stílusteremtő debütáló nagylemeze, melyet klasszikusként jellemeznek az epikus doom metal kedvelői. Ezen a lemezen még Johan Langquist énekelt és nem a jellegzetes hangú és kinézetű Messiah Marcolin, aki a következő albumon váltotta Langquistet.
Az albumot 2002-ben újra kiadták feljavított hangzással, valamint bónuszként egy 1988-as koncert felvételével.

## Dalok
1. Solitude - 5:34
2. Demon's Gate - 9:10
3. Crystal Ball - 5:21
4. Black Stone Wielder - 7:34
5. Under The Oak - 6:52
6. A Sorcerer's Pledge - 8:20

Bónusz CD (2002)
1. The Well of Souls [live] - 7:25
2. Demons Gate [live] - 9:02
3. Crystal Ball [live] - 5:18
4. Solitude [live] - 6:26
5. Bewitched [live] - 6:24
6. A Sorcerer's Pledge [live] - 10:53
7. Black Sabbath Medley [live] - 6:12

## Zenekar
- Johan Langquist - ének
- Leif Edling - basszusgitár
- Mats Björkman - ritmusgitár
- Klas Bergwall - szólógitár
- Mats Ekström - dob